# تنوردر (مقاطعة دورود)
تنوردر (بالفارسية: تنوردر) هي قرية تقع في قسم جان الريفي (مقاطعة دورود) في إيران. يقدر عدد سكانها بـ 637 نسمة بحسب إحصاء 2016.